# Lithospermum californicum
Lithospermum californicum är en strävbladig växtart som beskrevs av Asa Gray. Lithospermum californicum ingår i släktet stenfrön, och familjen strävbladiga växter. Inga underarter finns listade i Catalogue of Life.

## Bildgalleri

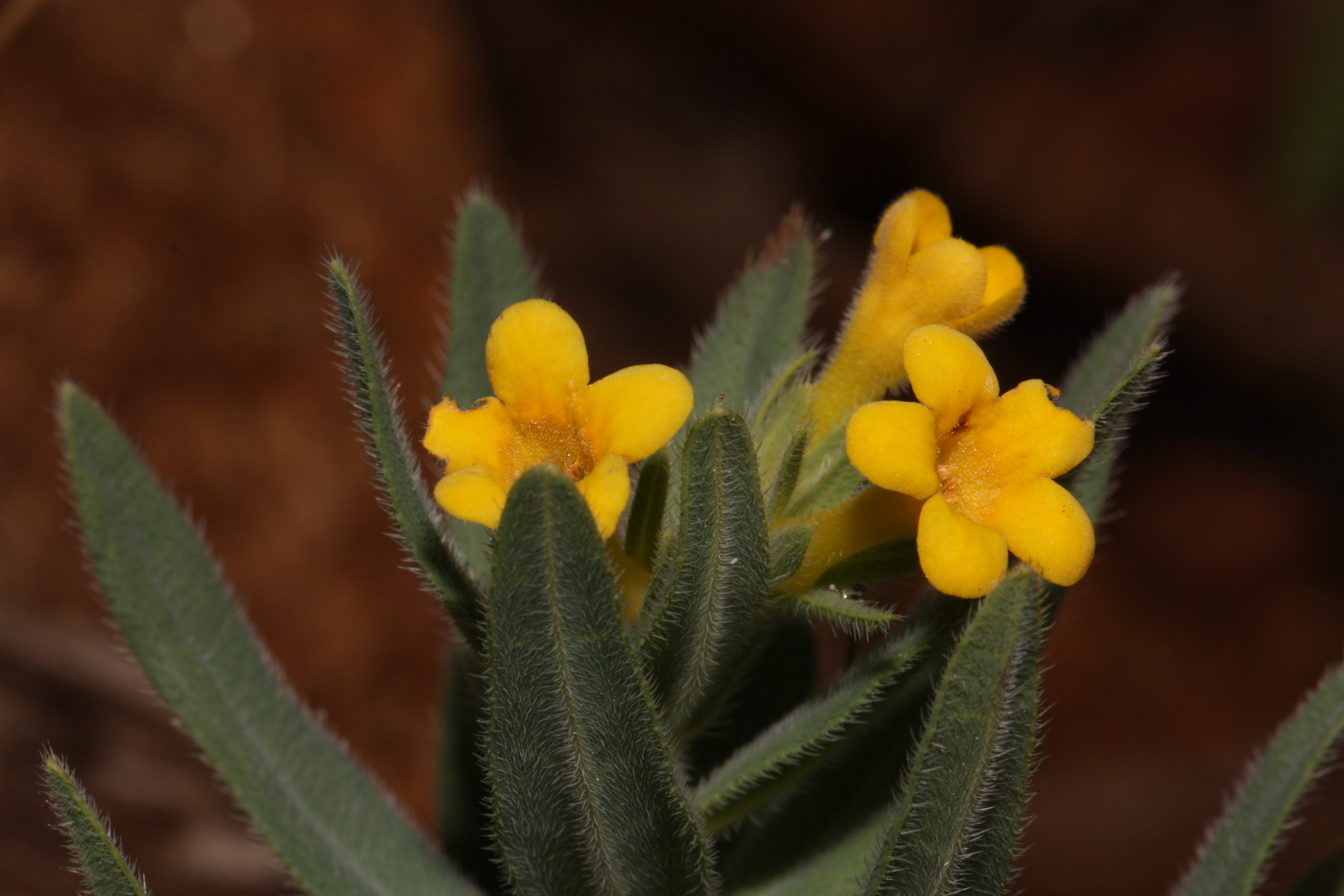
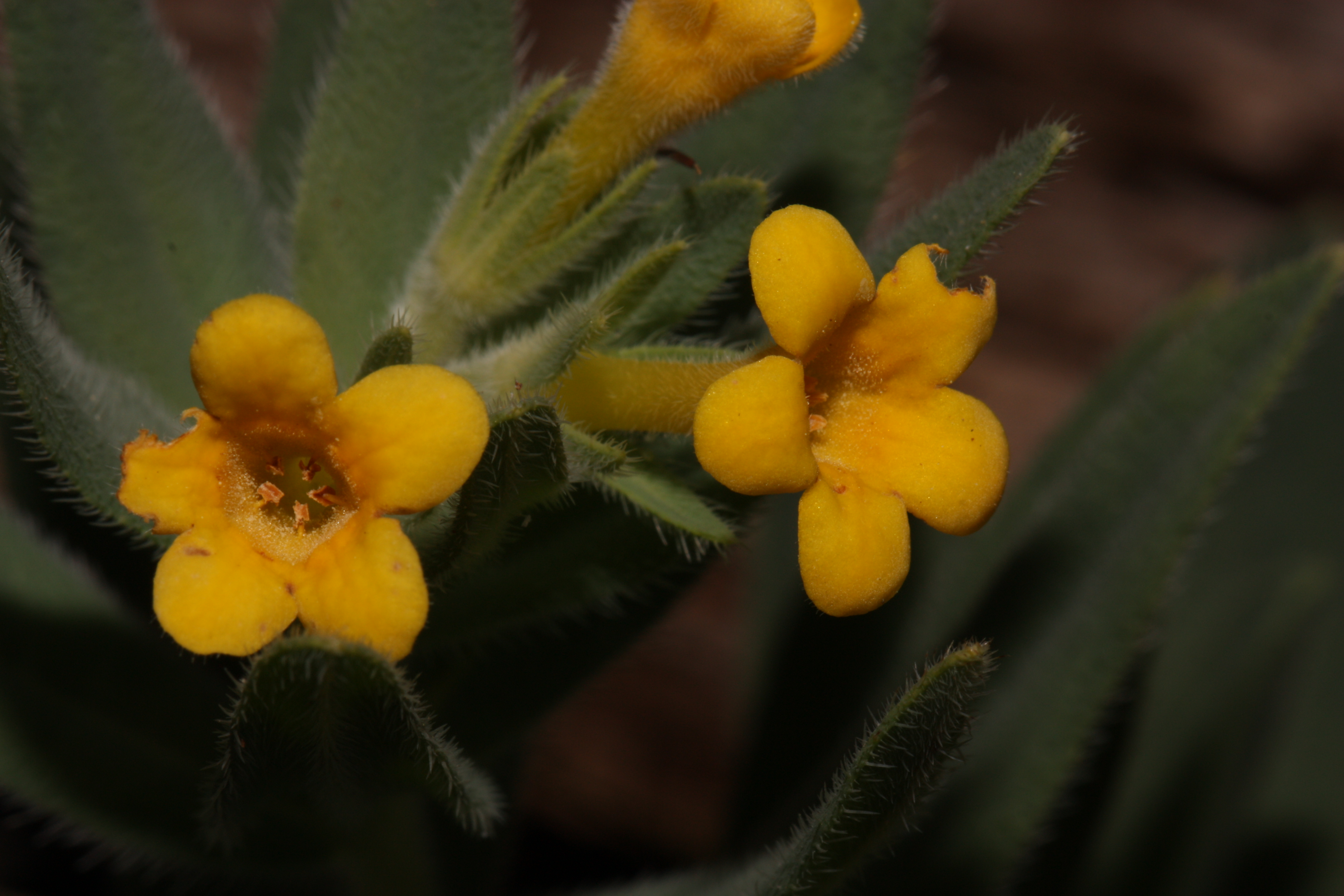
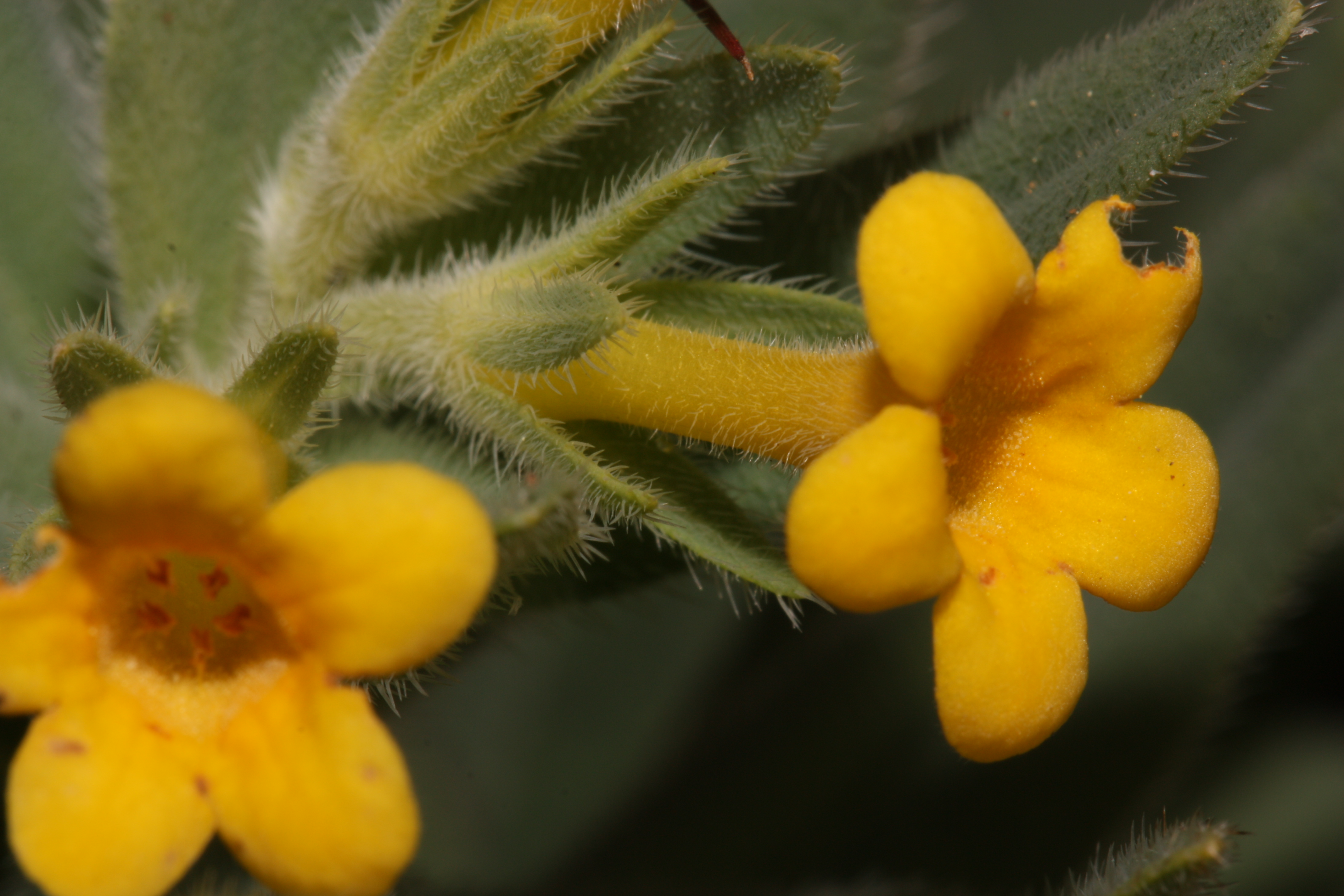
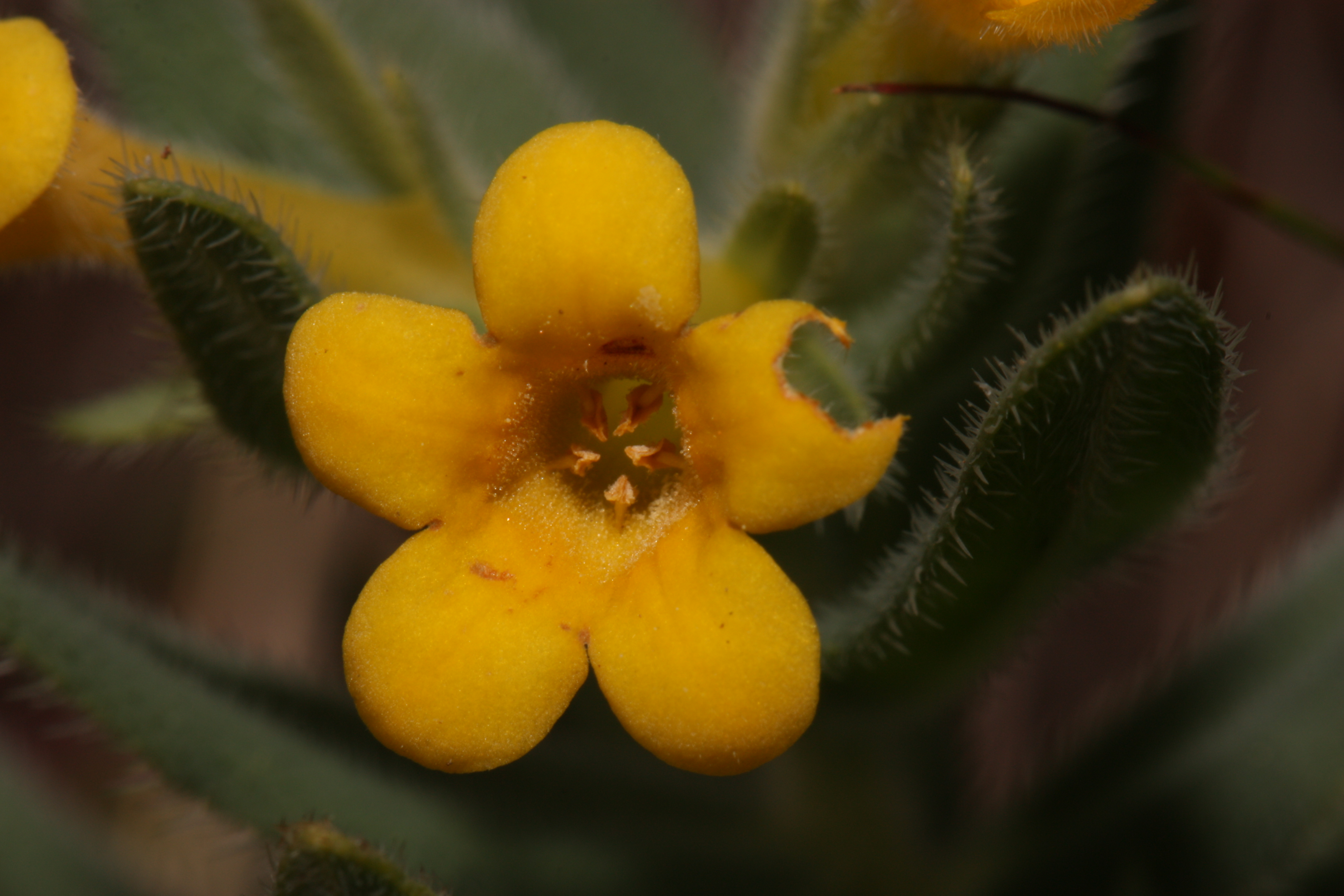
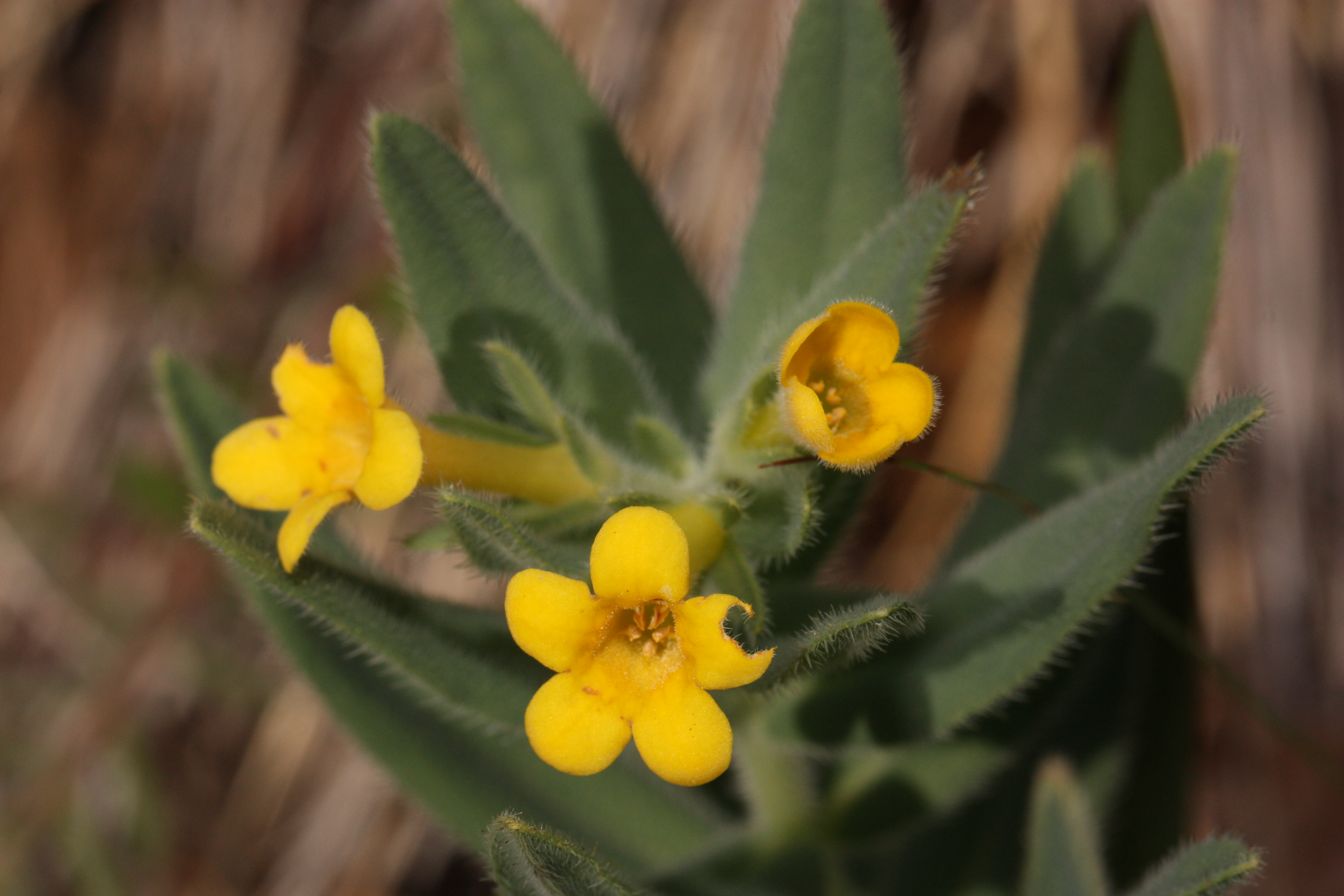
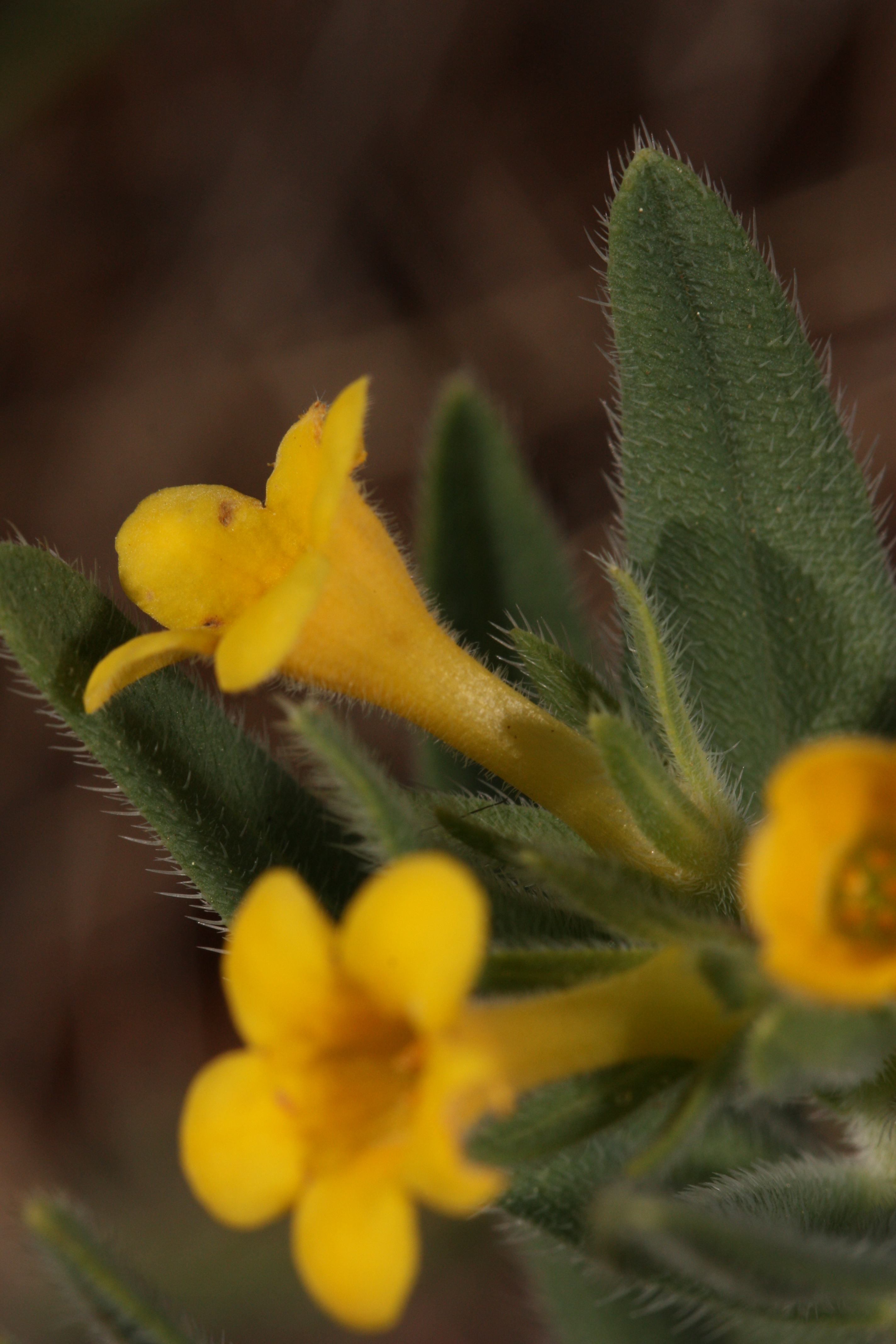